# Kościół Chrześcijański „Wieczernik”
Kościół Chrześcijański „Wieczernik” – zielonoświątkowy związek wyznaniowy z główna siedzibą Kielcach. Reprezentuje trzecią falę pentekostalizmu. Pozostaje przedstawicielem ruchu wstawienników, stawia też duży nacisk na prorokowanie i objawienia oraz tzw. strategiczną walkę duchową.

## Historia
Geneza Kościoła sięga początku lat 90. XX wieku. Pierwotnie była to rzymskokatolicka grupa modlitewna na terenie diecezji kieleckiej, należąca do Ruchu Odnowy w Duchu Świętym. 4 września 1992 bez wcześniejszego uzgodnienia z opiekującymi się nimi kapłanami rzymskokatolickimi członkowie grupy zarejestrowali w Kielcach Stowarzyszenie Chrześcijańskie „Nowy Początek”. Tego dnia miało miejsce pierwsze spotkanie powstałej na bazie tej grupy Wspólnoty „Wieczernik”, niezależnej już od Odnowy w Duchu Świętym. Zgromadziło się na nim wówczas około 30 osób. Spotkania prowadzone były od tej pory co tydzień, odbywały się podczas nich modlitwy i uwielbienia, jak również głoszone były nauczania w oparciu o teksty biblijne, które odnoszono do codziennego życia wiernych.
Jedną z liderek grupy stanowiła Irena Stankiewicz, która wyemigrowała do Stanów Zjednoczonych, gdzie angażowała się w działalność różnych stowarzyszeń wyznaniowych, a następnie w 1986 powróciła do Polski i w 1991 zamieszkała w Kielcach. Rozpoczęła tam wdrażanie idei, które przyjęła podczas pobytu w Stanach Zjednoczonych.
Liczba uczestników zgromadzeń bardzo szybko wzrastała, w listopadzie 1992 został osiągnięty gwałtowny przyrost w wyniku dołączania do wspólnoty młodych ludzi, którzy przeżyli nawrócenie, co spowodowało przeniesienie zebrań do większej sali. W ciągu kilku miesięcy prowadzenia spotkań liczba biorących w nich udział osiągnęła 300–400 osób, a początkiem 1993 było to już 400–500 osób. Nastąpiło później jednak zmniejszenie się liczby uczestników zgromadzeń, co stało się w wyniku nieprzychylnego stanowiska w stosunku do wspólnoty ze strony niektórych duchownych oraz części rodziców osób uczęszczających na spotkania.
W listopadzie 1993 wspólnota zorganizowała konferencję „Złap Ducha” z udziałem Augustyna Alcala ze Stanów Zjednoczonych, będącego przedstawicielem teologia sukcesu w pentekostalizmie. Całkowita liczba jej uczestników osiągnęła około 3000 osób. Na towarzyszących jej spotkaniach obecne było zjawisko padania w Duchu, które występowało również podczas spotkań Wspólnoty „Wieczernik”.
Założenie stowarzyszenia bez zgody biskupa i jego późniejsza działalność zaniepokoiła władze kościelne oraz ordynariusza diecezji, którzy podjęli decyzję o zbadaniu działalności grupy i wyjaśnienia kontrowersji z nią związanych. Powołana wówczas Diecezjalna Komisja Teologiczna zajęła się analizą treści kazań wygłaszanych na spotkaniach stowarzyszenia, a następnie prowadziła rozmowy z jego liderami. Po śledztwie podjętym na polecenie biskupa Kazimierza Ryczana komisja stwierdziła, że stowarzyszenie w głoszonych przez siebie naukach znacznie oddaliło się od doktryny katolicyzmu i propaguje protestantyzm. W nauczaniach prowadzonych przez wspólnotę podkreślane było zbawienie przez wiarę, pomijana była wiara w działanie Jezusa jedynie w kościele rzymskokatolickim i przez tę instytucję, nie głoszono nauczania o sakramentach oraz o roli papiestwa, nie była sprawowana Eucharystia oraz zapraszano na spotkania i do udziału w głoszeniu Słowa Bożego przedstawicieli różnych kościołów protestanckich przybyłych ze Stanów Zjednoczonych oraz Europy Zachodniej. Komisja Teologiczna orzekła, że Stowarzyszenie głosi teologię protestancką. Jego liderzy uznawali w dalszym ciągu wspólnotę za część kościoła rzymskokatolickiego, jednak Komisja nie zgadzała się z tymi stwierdzeniami. Wystosowała ona propozycję do kierujących grupą w celu organizowania przez nich spotkań na terenie wszystkich kościołów na obszarze Kielc, co miało jednak nastąpić pod warunkiem zarzucenia praktyki głoszenia kazań przez duchownych protestanckich, rozpoczęcia rozpowszechniania prawd zawartych w nicejsko-konstantynopolitańskim wyznaniu wiary, propagowania kultu maryjnego oraz rozpoczęcia prowadzenia sakramentu spowiedzi oraz Komunii Świętej.
27 czerwca 1994 liderzy wspólnoty oświadczyli, że odmawiają przyjęcia zaleceń wystosowanych przez komisję, w związku z czym zostali oni ekskomunikowani przez biskupa z kościoła rzymskokatolickiego, a stowarzyszenie zostało uznane za organizację pozakościelną, a członkostwo w niej biskup uznał za dobrowolne zerwanie więzi z tym kościołem i przyjęcie zakazu przystępowania do sprawowanych przez niego sakramentów. Dokonane w ten sposób oddalenie się od kościoła rzymskokatolickiego określił on jako odejście od Chrystusa.
Wykluczeni z kościoła rzymskokatolickiego członkowie stowarzyszenia nie zaprzestali swojej działalności ewangelizacyjnej i podjęli starania w Ministerstwie Spraw Wewnętrznych o rejestrację swojej wspólnoty jako niezależny Kościół. 1 lutego 1996 roku otrzymali wpis do rejestru związków wyznaniowych w dziale A pod numerem 107 jako Kościół Chrześcijański „Wieczernik” z siedzibą w Kielcach. Jego pastorką została Irena Stankiewicz.
W marcu 2021 dotychczasowy zespół liderów Kościoła tworzony przez Irenę Stankiewicz, Edwarda Ćwierza i Jacka Sierkę przekazał kierownictwo nad wspólnotą Annie Gulba, Dawidowi Kościukowi i Agnieszce Kościuk.

## Doktryna
Kościół Chrześcijański „Wieczernik” przyjmuje wiarę w Boga w trzech osobach –  Ojca, Syna i Ducha Świętego. Według jego nauki osoby te dają się wyróżnić, ale pozostają nierozdzielne w swojej istocie, współistnieją i są równe w naturze, cechach, mocy i chwale.
Bóg uznawany jest za stwórcę wszelkiej materii oraz dawcę życia każdej istoty. Kościół wierzy, że człowiek został stworzony przez Boga na jego podobieństwo i obraz jako mężczyzna i kobieta.
Biblia jest uważana za objawienie pochodzące od Boga, które zostało spisane przez ludzi pozostających pod natchnieniem Ducha Świętego. Stanowi ona dla wiernych najwyższy, nieomylny autorytet w kwestiach związanych z Bożą naturą oraz ludzkim zbawieniem, to jest w sferze wiary i moralności.
Przyjmuje się, że człowiekowi podczas stworzenia przez Boga został dana wolna wola, której nie otrzymały inne istoty powołane przez niego do życia. Celem stworzenia człowieka miało być posiadanie przez niego relacji z Bogiem, dzielenie z nim panowania nad Ziemią oraz jej zaludnianie. Jednak grzech uczyniony przez Adama i Ewę doprowadził do oddalenia ludzi od Boga oraz zaciągnięcie na siebie potępienia skutkującego ich śmiercią duchową, która nie dotyczyła jedynie Jezusa. Wyrazem Boskiej miłości w stosunku do ludzi ma być jednak nie pozostawienie ich w stanie potępienia dzięki wysłaniu starotestamentowych proroków i bohaterów wiary w celu kierowania do ludzi Bożego słowa, a następnie w odpowiednim czasie nastąpiło zesłanie przez niego swojego syna, Jezusa.
Jezus Chrystus uznawany jest za jednorodzonego Bożego Syna, który istniał zawsze razem z Bogiem Ojcem i Duchem Świętym, a następnie przyjął wcielenie człowieka, stając się w ten sposób Bogiem-człowiekiem. Wcielenie w człowieka miało zajść dzięki poczęciu z Ducha Świętego i dziewiczego narodzenia się z Marii. W osobie Chrystusa mają istnieć dwie natury – boska i ludzka, które nie ulegają rozdzieleniu, wobec czego członkowie Kościoła wierzą, że Jezus jest zarówno w pełni człowiekiem, jak i w pełni Bogiem. Uważają, że obydwie natury są bezgrzeszne i całkowicie doskonałe oraz że stanowi on jedynego pośrednika pomiędzy Bogiem a człowiekiem.
Członkowie kościoła przyjmują, że dzięki swojej śmierci na krzyżu Jezus zgładził ludzkie grzechy poprzez ofiarowanie swojego ciała w celu odkupienia i zbawienia ludzi. Poprzez swoją śmierć krzyżową miał zniszczyć rezultaty działalności diabła. W akcie jego śmierci miało się wykonać całkowite zadośćuczynienie Bożego sądu oraz pojednanie ludzi ze Stwórcą. Kościół głosi, że Jezus po śmierci wstąpił do szeolu i zmartwychwstał po trzech dniach, a następnie wstąpił do nieba, gdzie od swojego Ojca pozyskał władzę nad wszystkimi istotami. Wyznawana jest wiara w jego powtórne przyjście i zapanowanie jego królestwa na całej Ziemi.
Udział w zbawieniu w Jezusie ma być dostępny dla ludzi poprzez pokutę, wiarę i nowe narodzenie. Za rzeczywistą pokutę uznawane jest żałowanie za popełnione grzechy, wyznanie ich i oraz ich porzucenie. Dzięki wierze odpuszczenie grzechów i pełne zbawienie ma być pewne. Powtórne narodzenie jest uważane za wewnętrzną przemianę, która następuje w momencie prawdziwej pokuty i nawrócenia. Członkowie Kościoła wierzą, że zbawienie jest łaską darowaną ludziom, na którą nie można sobie zasłużyć uczynkami, a jest przyjmowana jedynie na mocy wiary w Jezusa.
Kościół uznaje, że Bóg nigdy nie opuścił ludu Izraela, stanowiącego jego pierworodne potomstwo i zawsze jest wierny danym mu przymierzom oraz obietnicom. Głosi, że zbawienie pochodzi od Żydów, a wierzący nie wywodzący się od nich stają się częścią Bożego ludu w momencie nawrócenia, w związku z czym lud Izraela składa się z dwóch części ludzkości – Żydów oraz innych narodów. Dzięki nawróceniu skutkującemu wejściem w skład ludu Izraela wierni zostają uczestnikami obietnic złożonych w stosunku do niego zawierających się w Bożym Słowie.
Duch Święty jest pojmowany trzecia osoba Boska, która jest równa Ojcowi oraz Synowi i razem z nimi współistnieje wiecznie. Jego działanie ma polegać na przekonaniu ludzi o grzechu i prowadzeniu ich do nawrócenia, a także objawianiu wiernym Ojca i Syna. Dzięki dziełu Jezusa Duch Święty ma działać przez wszystkich, którzy pozostają wierni Ojcu przez Syna. Kościół uznaje, że jest on udzielany ludziom podczas ich duchowego odrodzenia, chrztu w Duchu Świętym, uświęcenia oraz poprzez duchowe dary łaski Bożej.
Przeżycie przyjęcia chrztu w Duchu Świętym uważane jest za dostępne dla każdego wierzącego. Uznawane jest za doświadczenie inne od nowego narodzenia i towarzyszyć mu ma napełnienie Duchem Świętym, mówienie językami oraz inne dary Ducha Świętego.
Chrzest przez całkowite zanurzenie jest przyjmowany za polecenie Jezusa. Wierni uznają, że jest on świadectwem śmierci człowieka dla grzechu oraz dotychczasowego świata i zmartwychwstaniem do nowego życia. Ma być wyrazem świadomego nawrócenia oraz wiary, będąc odpowiedzią na przesłanie Ewangelii.
Wieczerza Pańska traktowana jest jako ustanowione przez Jezusa upamiętnienie jego śmierci w celu odkupienia ludzkości. Kościół przyjmuje, że podczas spożywania Wieczerzy Pańskiej przyjmowane jest rzeczywiste ciało i krew Jezusa. Są do niej dopuszczone wszystkie osoby nowonarodzone.
Wspólnota Kościoła uznawana jest za dzieło Jezusa, który pozostaje jego głową. W jego skład mają wchodzić ludzie, którzy doświadczyli prawdziwej pokuty, uwierzyli i zaprosili do swoich serc Chrystusa, czyniąc go swoim panem i zbawicielem. Kościół Jezusa Chrystusa jest traktowany jako suma zgromadzeń lokalnych. Każdy nowo narodzony człowiek według doktryny Kościoła zobowiązany jest do uczestnictwa w życiu lokalnej wspólnoty kościelnej w celu rozwijania się w wierze i dążenia do doskonałości w Chrystusie.

## Działalność
Kościół prowadzi nabożeństwa, które są spotkaniami w celu prowadzenia wspólnego uwielbienia oraz modlitwy. Uznaje je za czas, kiedy odbywają się wspólne poszukiwania oblicza Boga, oddawanie mu chwały, wołanie do niego o obecność pośród wiernych poprzez modlitwę oraz studiowanie jego słowa. Nabożeństwa organizowane przez Kościół są otwarte dla wszystkich chętnych do uczestnictwa w uwielbieniu i modlitwach.
Raz w tygodniu odbywają się zajęcia szkółki niedzielnej. Funkcjonują także cotygodniowe spotkania modlitewne. Działa służba uwielbienia.
Kościół organizuje zajęcia Kursu „Omega” w ramach prowadzonej przez niego Szkoły Biblijnej. Włącza się również we współpracę z Fundacją „Pojednanie”, zajmującą się budowaniem relacji między Polakami i Żydami. Przedstawiciele Kościoła zaangażowani są w powstanie i działalność ruchu wstawienniczego „Polska dla Jezusa”. Odbywają się prorocze akcje modlitewne. Przy Kościele działa również Wydawnictwo „Wieczernik” prowadzące sklep internetowy.

## Wspólnoty

### Kościoły lokalne
- Kościół Chrześcijański „Wieczernik” w Kielcach[3]
- Wspólnota „Namiot Dawida” w Warszawie[28]

### Placówki misyjne
- Misja „Nowy Początek” w Skarżysku-Kamiennej[29]

## Statystyki

### Dane według statystycznych ankiet wyznaniowych
| Rok  | Liczba wiernych | Liczba kościołów lokalnych | Liczba duchownych |
| ---- | --------------- | -------------------------- | ----------------- |
| 2000 | 105             | 1                          | 5                 |
| 2005 | 165             | 1                          | 5                 |
| 2006 | 165             | 1                          | 5                 |
| 2007 | 165             | 1                          | 5                 |
| 2008 | 165             | 1                          | 5                 |
| 2009 | 160             | 1                          | 5                 |
| 2010 | 135             | 1                          | 5                 |
| 2011 | 120             | 1                          | 5                 |
| 2013 | 120             | 1                          | 5                 |
| 2015 | 70              | 1                          | 4                 |
| 2018 | 80              | 1                          | 4                 |
| 2020 | 70              | 2                          | 4                 |
| 2021 | 80              | 2                          | 4                 |
| 2022 | 80              | 1                          | 7                 |
| 2023 | 80              | 2                          | 7                 |

### Dane według wyników spisów powszechnych
| Spis powszechny               | Liczba deklaracji |
| ----------------------------- | ----------------- |
| Narodowy Spis Powszechny 2011 | 100–199           |
| Narodowy Spis Powszechny 2021 | 35                |